# اخارا، بهوگپور
اخارا، بهوگپور (به انگلیسی: Akhara, Bhogpur) یک منطقهٔ مسکونی در هند است که در پنجاب (هند) واقع شده‌است.